# Crambe filiformis
Crambe filiformis är en korsblommig växtart som beskrevs av Nikolaus Joseph von Jacquin. Crambe filiformis ingår i släktet krambar, och familjen korsblommiga växter. Inga underarter finns listade i Catalogue of Life.